# 2018年卡尔卡松和特雷布袭击案
2018年3月23日，法国南部城镇特雷布和卡尔卡松发生了一系列伊斯蘭恐怖主義袭击。在卡尔卡松，一名25岁的法国摩洛哥人拉德万·拉克迪姆（Redouane Lakdim）劫持了一辆汽车并向司機和乘客開槍，一名乘客被殺，司機則情況危殆。拉克迪姆在駕車途中向四名警察开枪，一名警察重伤。他在特雷布闖入一間超市並脅持人質，期間曾以阿拉伯語呼叫「真主至大」。劫持过程中他宣誓效忠伊斯兰国，并且要求释放在2015年11月巴黎襲擊事件中唯一存活的犯罪嫌疑人萨拉赫·阿卜杜勒-萨拉姆。经过三个小时的对峙以后，警方的一支作战小队突袭了建筑并击毙了拉克迪姆。
在这场恐袭事件中共计五人被杀，包括一名即将举行教堂婚礼的法国高级宪兵、中校阿诺·贝尔特拉姆，他曾经自愿交换成为人质。拉克迪姆被ISIS的官方新闻通讯社阿马克称作“伊斯兰国的战士”。法国总统埃马纽埃尔·马克龙称袭击为伊斯兰恐怖主义。

## 卡尔卡松的袭击
2018年3月23日，星期五，上午十点左右（世界时上午九点），携带着手枪的拉德万·拉克迪姆在卡尔卡松的郊区阻拦了一辆汽车。他向车上的两名人员开火，杀死了乘客并使司机重伤，之后他驾驶着这辆汽车离开。他似乎曾在一处军营外窥测士兵，但之后驾车来到一处警方的营房外。当时正有四位警察慢跑着回警察局，他尝试驱车冲撞四位警察，并向他们开枪射击。有一名警察被击中，导致他的肋骨骨折、肺部穿孔，子弹差点射中了他的心脏，之后他驱车加速离开来到5公里以外的特雷布。

## 人质危机
上午大约11时，拉克迪姆携带着一支手枪和一把刀进入了特雷布的一家超市Super U，里面大约有50人。他大声高喊：“真主至大！”，并且宣称自己是一名“伊斯兰国的战士”。他当场打死了两个人，并且将剩下的人扣为人质，要求所有人平卧在地上。这时超市里的大多数人都尝试着逃跑，也有一些人藏进了冷库里。数百名警察和宪兵迅速赶到，封锁了附近地区并开始疏散无关人员。他们发现拉克迪姆抓住了许多人作为人质，其中的一名女性被他用来当做人肉盾牌。到中午12:20时，法国国家宪兵特勤队的一支行动小组在超市附近集结，法国内政部长热拉尔·科隆抵达。拉克迪姆要求释放2015年11月巴黎恐袭中的主要嫌疑人萨拉赫·阿卜杜勒-萨拉姆。警方将拉卡迪姆的母亲和两个姊妹带入以求协商但随即失败。
阿诺·贝尔特拉姆，一名44岁的法国宪兵中校，主动提出将人质替换成他，接着获得了拉克迪姆的同意。贝尔特拉姆将他的手机保持与警方通话的状态并将手机放在了桌子上，外面的警察得以听到超市内部的交谈。在三个小时的对峙以后，可以从手机中听到拉克迪姆开了一枪。听到枪声后，下午2时40分国家宪兵特勤队迅速冲入超市，并且与行凶者交火，在2分钟之后将其击毙。过程中两名特勤队的队员受伤。不久警犬立即冲入超市，一辆救护车和一架直升机也在停车场待命。贝尔特拉姆在整个过程中表现出来的英勇被包括内政部长热拉尔·科隆在内的众多人的赞扬，但由于伤势过重，贝尔特拉姆不久在医院去世。验尸报告指出贝尔特拉姆死于喉咙处致命的刺伤。
特别值得关注的是，在这场恐袭中牺牲的阿诺·贝尔特拉姆计划于2018年7月举办教堂婚礼。在离世不久前，他在一名神父的见证下与妻子在医院结婚。

## 嫌疑人
嫌疑人被确认为是拉德万·拉克迪姆。他是一名出生在摩洛哥，现与父母和姐妹居住在卡尔卡松的一名法国摩洛哥人。之前他两次曾因为轻罪而被判罪，2016年他曾在监狱服刑一个月。他曾热衷于互联网上的伊斯兰运动，自2014年以来，他因极端伊斯兰化的倾向而被列入监控名单。虽然他因“极端主义和对伊斯兰运动的倾向”而一直处于政府的监控之下，但先前没有特征显示他将要实行一次恐袭。他在特雷布被击毙之后，警察迅速搜查了他的住处以及他众多朋友和亲戚的住所，此后采访了他的邻居，其中一人曾形容他为“一个讨人喜欢的年轻人”。内政部长热拉尔·科隆相信他是单独行动。

## 反应

### 法国国内
法国内政部长热拉尔·科隆当时恰好在特雷布附近听取报告，他马上回应“正在去特雷布的路上”，并很快抵达特雷布。 当时身在布鲁塞尔的法国总统埃马纽埃尔·马克龙表示这次事件“似乎是一场恐怖袭击”，并且回应称他将在几小时内返回巴黎并给出正式的回应。
马克龙总统随后表示阿诺·贝尔特拉姆在一场“伊斯兰恐怖主义”的行动中，“如英雄般倒下”，显示出了“非凡的勇气”。
由于法国以及世界各地网友的敬意，在其牺牲的那个上午，阿诺·贝尔特拉姆的名字即达到法版推特热门标签的顶部。
全法宪兵所降半旗以纪念阿诺·贝尔特拉姆，爱丽舍宫随后宣布要向他致以国家和民族的敬意。

### 国际
英国首相特蕾莎·梅、以色列总理内塔尼亚胡、以色列总统鲁文·里夫林、加拿大总理特鲁多以及美国总统特朗普都发布信息谴责恐袭并表达对法国政府的行动的支持。